# Dal segno al Coda
Италијанска ознака Dal segno al Coda значи од знака до коде (скраћено D.S. изговара се дал сењо, значи од знака). Итал. Coda значи реп, па самим тим ознака Dal segno al Coda значи понављање нотног материјала у композицији од знака до Коде.
Kадa се нотни текст одсвира до ознаке Dal segno al Coda (или D.S. al Coda), враћа се на знак (тзв. сењо)  и свира се поново нотни материјал од тог места до места на којем пише знак кода , а онда се свира додатак или завршни део означен речју Coda (Кода).
Следећи нотни пример речено илустрије:
- Овај симбол  се углавном може видети у савременој музици, а не и у делима класичних композитора попут Хајднa и Моцарта.

D.S. al Coda (Dal segno al Coda) је скраћеница или абревијатура у нотном писању која музичару троструко помаже:
1. штеди време (не мора два пута исти нотни текст да се пише),
2. штеди простор (јер се не нотира два пута исто),
3. визуелно поједностављује нотни текст.